# گورستان پشامگ
قبرستان پشامگ مربوط به سده‌های متاخر دوران‌های تاریخی پس از اسلام است و در شهرستان سرباز، بخش مرکزی، دهستان مورتان، جنوب شرقی روستای پشامگ واقع شده و این اثر در تاریخ ۲۷ اسفند ۱۳۸۷ با شمارهٔ ثبت ۲۶۵۲۴ به‌عنوان یکی از آثار ملی ایران به ثبت رسیده است.